# FK Sevojno
FK Sevojno foi uma equipe servia de futebol com sede em Sevojno. Disputava a primeira divisão da Sérvia (Campeonato Sérvio de Futebol).
Seus jogos foram mandados no Stadion kraj Valjaonice, que possui capacidade para 4.500 espectadores.

## História
O FK Sevojno foi fundado em 1950.